# Маркови кули (светилище)
Маркови кули е мегалитно светилище от късната бронзова епоха, разположено на 1 km от град Прилеп, Република Македония, в подножието на трите хълма, на които е разположена едноименната средновековна крепост Маркови кули. Светилището е част от огромен комплекс от светилища, простиращи се на километри по склоновете на околните планини разположени северния край на равнината Пелагония.

## Описание и особености
Култовото място започва непосредствено след последните къщи на стария квартал на град Прилеп – Вароша. Пътят към средновековната крепост Чардака изградена на върха започва от мястото, където в скалата блика карстов извор с мегалитен жертвеник над него. Непосредствено след извора е мегалитното образувание Слонът. Трите скалисти хълма, върху които е разположено древното мегалитно светилище, са осеяни с множество скални вкопавания, шарапани, жертвени ями и ритуални издълбавания. Най-често по форма те са кръгли или с формата на човешка стъпка. В южното подножие на скалите се намира карстов извор, обожествен в Античността, ако се съди по множеството скални вкопавания и ями разположени в съседство, по които има следи от изпълнявани тук в древността обреди и ритуали.
На територията на светилището има и две скални арки, които се намират на най-западния и най-източния скалист връх на крепостта. Арката, разположена в западната част, представлява сложен комплекс от множество отвори в скалите, ориентирани основно към изток, юг и запад. Наоколо върху каменните блокове се наблюдават множество скални изсичания. Скалната арка в източното подножие на Чардака, най-високата част на цитаделата Маркови кули, е насочена на юг. Огромен скален валун е поставен върху два други. Върху източния носещ камък е изсечена цяла система от скални жертвеници, свързани един с друг чрез канали – следи от култово-обредни практики, свързани с възлияния, извършвани тук в античността. Според Васил Марков особено внимание заслужава оформянето на свода отдолу, който наподобява пчелна пита – изпълнен с множество правоъгълни вкопавания.
Археологическите източници потвърждават действителното съществуване на древноезическото култово средище, наследено от средновековния владетел Крали Марко.
Светилището предхожда манастира Трескавец, където според легендата, излезлият на Великден Крали Марко отива да се пречисти. По време на теренното проучване, проведено от Васил Марков и екипа му, е регистриран свещен път – маркиран със скални жертвеници, свързващ двете свети места. Според легенда завърналият се Крали Марко извървявал този път в нощта преди Великден. Тази легенда кореспондира с почитането на героя на втория ден от Гергьовден в с.Долене, община Петрич, и с гергьовските култови практики за здраве и плодородие от мегалитното светилище Говедар камен в Република Македония и потвърждава връзките на традиционните християнски празници Великден и Гергьовден наследени от българския фолклор обреди и култови практики от древната Нова година.
Според проф. Васил Марков особен интерес представлява скалната арка разположена в източното подножие на най-високия връх от крепостта „Чардака“, който е маркиран с множество „Крали Маркови стъпки“. Култовото съоръжение представлява монументална скална арка, насочена в южна посока. Десният, източен носещ каменен блок е маркиран от множество скални изсичания – жертвеници и улеи „изтичащи“ от тях. Впечатляващ е сводът на арката, който е оформен от множество кръгли и правоъгълни вкопавания, напълно аналогични на скалната арка при светилището в местността Селанов бук, Западни Родопи.
Марков подчертава, че от този регион внимание заслужава култовото мегалитно съоръжение „Врътен камък“ разположено на свещения път, свързващ импозантните магалитни светилища „Маркови кули“ и „Златовръх“, северно от гр. Прилеп маркиран с множество мегалитни жертвеници. Върху монументална по размерите си скала е изсечен кръгъл жервеник с „изтичащ“ от него улей, а вътре е оформена кошеровидна ниша. Сводът и стените ѝ са оформени с мрежа от множество правоъгълни вкопавания, напомнящи пчелна пита. Това ни дава основание на проф. Марков да предполага, че става дума за култово съоръжение, повтарящо формата на скален кошер. Сутрин то е огрявано от изток, при изгрева на слънцето, като слънчевите лъчи влизат през големия отвор на скалната ниша. Вечер, преди залез, лъчите на слънцето проникват през малкия отвор, пробит в западната част на свода и осветяват със слънчево зайче „пчелната пита“.
Елемент на пчелна пита се наблюдава и в скалния навес, разположен от северната страна до мегалитната арка от светилището при Царев връх (Рила планина). Учените предполагат, че провиранията са извършвани от изток на запад в древността, съдейки по наличието на скални жертвеници само върху източните площадки пред култовите съоръжения. При скалната арка от мегалитно светилище от Маркови кули се наблюдава скално изсечен басейн отгоре, върху свода на арката (по подобие на скалните арки от светилищата в Западните Родопи – „Селанов бук“ и „Каялийски скали“). Изтичащите улеи са свидетелство за извършваните излияния „отгоре“, които са широко коментирани от проф.Александър Фол по писмени източници като характерни за обредите съпровождащи орфическите мистерии.
Манастирът Трескавец, а преди него ранно християнска базилика и храмът посветен на бог Аполон са разположени сред импозантно по размерите си мегалитно светилище, което е свързано посредством свещен път с това при Маркови кули. Според проф. Васил Марков, може да се предположи, че по-късните култови постройки са изградени точно върху най-сакралната част от него, за което свидетелстват малките кръгли вкопавания в скалата непосредствено до днешната средновековна църква в центъра на манастрирския комплекс. Специален научен интерес представлява и откритият тук античен релеф на змия, датиращ от късната Желязна епоха, който предполага вероятно култови дейности посветени на Дионис. Особен научен интерес представляват и четири вкопани в скалите тронове, намиращи се пред входа на съвременния манастир, от запад. Троновете са позиционирани така, че да гледат към една вкопана дълбоко в скалата култова площадка. Тя е ориентирана на запад – посоката на залеза и смъртта.
На около 50 m на северозапад е разположен буен карстов извор, който все още се използва за основен водоизточник от манастира. Пред него все още е запазен класически античен каменен жертвеник – доказателство, че в древността тук са се извършвали ритуали. (Това съоръжение в структурно отношение отговаря на свещения извор от Делфи.) Целият район около манастира Трескавец е маркиран с множество вкопавания в скалите с вторичен произход – шарапани, стъпки, улей, трапецовидни легла и др.
Според проф. Марков тази археологическа картина отговаря в голяма степен на структурата и развитието на светилището на Аполон в Делфи и би могла да се разглежда като определен инвариант на култа на територията на Пелагония.
Палеобалканскато мегалитно светилище под Маркови кули се намира близо до мегалитното светилище Карпа мома, където могат да се наблюдават трите лица на Великата богиня майка (Девойка, Майка, Гадателка) разположени на Селечка планина на 3 km източно от Прилеп, близо до Селце.

## Фотогалерия
- Входът на пещерата Мечкина дупка
- Мегалитният „слон“ (фрагмент)
- Изглед към крепостта Чардака
- Слонът (общ план)
- „Лицето“ на слона
- Изглед към карстовия извор и жертвеник
- Оброчният кръст на върха
- Издълбани легла
- Маркови стъпки
- Мегалитни легла
- „Скалата мома“ (Великата богиня Майка)
- Мегалитни форми

## Геоложки особености
Скалните мсиви, под средновековната крепост Маркови кули се състоят от многобройни, разнообразни малки изключително фини по структура денудационни форми. Подобни форми могат да бъдат забелязани и в прилежащите към гр. Прилеп населени места – от района на с.Мариово до връх Каймакчалан. Tакава интензивна концентрация и разнообразие на микро релефни форми като при Маркови кули са регистрирани само в този район. Това богатство от форми се дължи главно на геоложкия състав на терена, съставен от метаморфни скали (гнайси) примесени с млади гранито-гранодиорити, климатичните влияния, особеностите на релефа и растителна покривка. Според резултатите от съвременните геохроноложки изследвания (Mark Grunenfelder, 1991, Цюрих), гранитите са внедрени преди около 300 милиона в по-старите гнайсити, възрастта на които се определя на около 720 милиона години.
Площта на Маркови кули, като цяло, е съставена от импозантни скални масиви свързани в две успоредни редици разпределящи се в посока север – северозапад и юг-югоизток. Надморската им височината се увеличава от юг към север. Двете редици от скали в северната част са свързани с най-високите върхове: Златовръх (1422 m.) и Липа (1392 m.). Най-разнообразни по своята форма върхове и изолирани скали, колони, зъбери, гъби, плата, валуни, пещери и процепи са разпръснати из целия масив. Естествената структура на скалите е формирана от процеси на консолидация на лава в сферични и плоски блокове.
Целият масив от гнайс и гранодиорит се характеризира с най-разнообразни, дори, невероятни форми на върхове и голи скали, колони и шпори, гъби, топки, пещерни и проходни жлебове и мн. др. форми. Някои от тези сложни геоморфоложки форми са с гигантски размери, с тегло до няколко стотици тона. Конфигурацията им и благоприятното географско положение на терена, прави този район привлекателен за населяване, ето защо мястото е било обект на постоянно пребиваване и облагородяване още от най-древни времена (Бронзова епоха, Желязната епоха) към по-нови епохи (Античност и Средновековие). Най-старите свидетелства за човешки поселения в тази област произхождат от епохата на Неолита. Останки от селище от Желязната епоха са открити на хълма Чардак, както и следи от селища от Античността и Късната Античност са запазени по южните склонове на Маркови кули. В района на квартал Заград (западно от Маркови кули) са открити основите на голямо градско селище съществувало от I до IV век.
Маркови кули (като природен феномен) е включен в предварителния „Списък на световното културно и природно наследство на ЮНЕСКО в Европа“ на 24 юни 2004 г.

## Опазване и консервация
Средновековната крепост „Чардака“ и мегалитното светилище под Маркови кули са в сравнително добро състояние. През 2011 г. македонският тв канал A1 прави репортаж по сигнал на краеведа Тренчо Димитриоски относно на скалните рисунки намиращи се на територията на археологическия обект, които са изоставени без защита.
На територията на обекта са съществували икони изографисани в гранитните мегалитни ниши през Средновековието, повечето от които са безвъзвратно изгубени. Обектът е под опеката на Историческия музей на Прилеп.